# Phyllanthus moi
Phyllanthus moi là một loài thực vật có hoa trong họ Diệp hạ châu. Loài này được P.T.Li miêu tả khoa học đầu tiên năm 1983.